# Думаю, как всё закончить
«Думаю, как всё закончить» (англ. I’m Thinking of Ending Things) — сюрреалистический драматический фильм, снятый Чарли Кауфманом по собственному сценарию, основанному на романе Иэна Рейда.

## Сюжет
Молодая женщина в снежную погоду едет со своим парнем Джейком на ферму его родителей, думая о том, как разорвать с ним отношения, проговаривая про себя: «я думаю, как всё закончить». В это же время некий старик говорит, что предположения верны, страх нарастает и пришла пора ответить на единственный вопрос. Девушка испытывает определенные проблемы с памятью: она не может в точности сказать, сколько по времени они встречаются. Она хочет вернуться  с фермы к себе домой к ночи и дописать свою статью по вирусологии. Джейк единожды называет девушку Люси. В дороге пара рассуждает на отвлеченные темы, а когда их разговор заходит о поэзии, Джейк предлагает девушке прочитать ему свою поэму. Она рассказывает пространный верлибр про чувство пустоты и одиночества при возвращении домой. Во время поездки девушке звонит некая Люси, которой героиня боится отвечать. Повествование перемежается кадрами из жизни престарелого школьного уборщика, над которым смеются школьницы. Он забредает на репетицию мюзикла «Оклахома!».
По прибытии на ферму родителей Джейк сначала показывает девушке загон с овцами, а также говорит, что у них были свиньи, но из-за ненадлежащего ухода в них завелись личинки и они умерли. В доме они долгое время ожидают родителей в гостиной. Девушка замечает дверь в подвал, обклеенную скотчем и ободранную когтями — Джейк объясняет, что её ободрала собака, которую девушка тут же обнаруживает. Собака безостановочно отряхивается.
За ужином с родителями Джейк представляет свою девушку как художницу-пейзажистку. Она демонстрирует родителям фотографии её картин в телефоне. Пара вспоминают свою первую встречу во время викторины в баре, путаясь в рассказах. Джейк представляет её как квантового физика. Позже за десертом, Джейк называет девушку Люцией и говорит, что она изучает геронтологию. После небольшого промедления девушка начинает рассказывать про важность этой научной отрасли и проблему дискриминации стариков, чем вызывает симпатию родителей Джейка. Его мама начинает жаловаться на шум в ушах, а также путает 50-й день рождения Джейка с 20-м.  
В гостиной девушка замечает фотографию ребенка, похожего на неё в детстве, но при взгляде Джейка ребенок на фото меняется на уменьшенную копию самого Джейка. Во время беседы девушке вновь поступает звонок: на этот раз от Ивонны; она снова не берет трубку, но слушает аудиосообщение, в котором старческий голос сообщает, что «пришло время ответить на один вопрос». После того, как девушка смотрит в окно на усиливающуюся метель, все остальные люди в гостиной исчезают. На этом отрезке вновь возникает сцена из жизни школьного уборщика: он смотрит романтическую комедию, где по сюжету парень признается в любви к своей знакомой, которая работает официанткой.
Поднявшись на второй этаж, девушка находит комнату Джейка, на дверь которой наклеен листок с надписью «Детская спальня Джейка». Среди книг она находит стихотворение про чувство пустоты и одиночества при возвращении домой, которое считала своим и ранее рассказывала Джейку в машине. В спальню заходит значительно постаревший отец Джейка, жалующийся на прогрессирующую деменцию, из-за которой он вынужден помечать все вещи в доме наклейками, хотя дверь комнаты — первый объект, помеченный надписью. Он замечает, что вряд ли на детской кровати Джейка удобно заниматься сексом. Мать Джейка находится в соседней комнате в инвалидной коляске, также значительно постаревшая — сын кормит её с ложечки. Спускаясь вниз, девушка замечает, что перестала понимать, где начинается Джейк, а где заканчивается она; ей кажется, что её функция лишь дополнение к Джейку, что она нужна только для поддержки его интеллектуальных бесед и увлечений. Джейка она находит внизу: он помогает своему отцу, которого вырвало на ночной халат. Во время разговора Джейк упоминает, что пара познакомилась в ресторане, где девушка работала официанткой.
Внезапно девушка видит молодую маму Джейка, собирающую его раскиданные по полу игрушки. Мама просит постирать халат, испачканный детским питанием Джейка (хотя до этого было в рвоте). Девушка спускается в подвал, где обнаруживает в стиральной машинке три униформы уборщика, а в подсобной комнате — картины, идентичные её собственным. Память её смартфона оказывается пуста, фотографий картин в нем нет. Телефон вновь звонит, на этот раз звонящая — Луиза. Старческий голос на другом конце снова убеждает себя дать ответ «на один вопрос». Наверху в гостиной мать Джейка лежит на медицинской кушетке, она выглядит мертвой, но сын в слезах говорит, что она просто уснула. Он надевает цепи на резину, и пара уезжают с фермы.
По дороге домой Джейк вспоминает несколько событий того вечера, о которых девушка ничего не помнит, а затем утверждает, что та выпила много вина. По дороге они критически обсуждают фильм Женщина под влиянием и песню «Baby, It's Cold Outside». Джейк называет девушку экспертом сначала по кинематографу, а затем по театру. Он жалуется на старение, несбывшиеся мечты, на то, что теперь всё уже слишком поздно, что говоря фразы вроде «темнее всего перед рассветом» или «у бога есть на всех планы», люди лишь тешат себя ложными надеждами. 
Пара останавливается в забегаловке Талси-Таун, чтобы купить мороженого: сотрудницы ресторанчика выглядят как школьницы из эпизодов с уборщиком. Две официантки — стереотипные привлекательные стервы, насмехающиеся над Джейком (в роли школьниц они смеялись над старым уборщиком), одна — робкая и вежливая, с псориазом на руках (жертва школьной травли). Когда девушка забирает стаканчики с мороженым, робкая официантка говорит, что боится за героиню. После забегаловки напряжение между парнем и девушкой нарастает: Джейк хочет выкинуть недоеденные стаканчики с мороженым, для чего сворачивает с основной дороги на подъездную к школе. Девушка требует разворачиваться и ехать домой. Джейк называет девушку Эймс, та удивляется. Наконец, пара подъезжает к школе, где также стоит чей-то пикап. Джейк выкидывает стаканчики. По необъяснимой причине Джейк хочет вернуться не в город, а на ферму к родителям. После ожесточенного спора парень соглашается поехать в город, они целуются. Джейк замечает, что все это время за ними наблюдал некий извращенец, и, несмотря на протесты девушки, направляется в сторону школы. Одна в заглушенной машине, девушка рассуждает, что смерть от переохлаждения не самая худшая из всех.
В конце концов, девушка решает поискать Джейка в школе. По дороге она видит, что мусорное ведро доверху забито стаканчиками с мороженым из Талси-Тауна. В школе она натыкается на школьного уборщика, сценки с которым вставлялись в основное повествование на протяжении всего фильма, и спрашивает его, где Джейк, но не может вспомнить, как Джейк выглядит. Она говорит уборщику, что между ней и Джейком ничего не произошло в ту ночь, когда они встретились: он пялился на неё, чем причинил дискомфорт, а она была с подругами и со своим парнем. Девушка обнимает уборщика, идет дальше и обнаруживает Джейка посреди коридора. Они смотрят, как танцоры, одетые как они сами, и танцор, одетый как уборщик, участвуют в балете, по сюжету которого уборщик домогается до женщины, парень защищает её и уборщик убивает парня ножом.
Закончив смену, дворник садится в свою пикап, но не заводит мотор. Он испытывает галлюцинации, в которых родители Джейка ссорятся, вспоминает рекламу забегаловки Талси-Тауна. Замерзая, уборщик снимает с себя одежду и голый возвращается в школу, следуя за свиньей, зараженной личинками, которая говорит ему, что «кто-то должен быть свиньей, зараженной личинками», что «всё одинаково, если присмотреться». Заканчивает свинья тем, что уборщику следует одеться. После этого Джейк в костюме выходит на сцену зрительного зала. И у него, и у зрителей (среди которых есть и главная героиня-девушка, и его отец, и школьницы; мать же сидит рядом на сцене) на лице низкокачественный грим под старика. Джейк получает Нобелевскую премию, произносит речь Джона Форбса Нэша из фильма «Игры разума» и поет мелодию «Lonely Room» из мюзикла «Оклахома!». Аудитория аплодирует ему стоя.
В финальной сцене на школьной парковке утром стоит пикап уборщика, занесенный снегом. Машины Джейка и его девушки нет. 

## В ролях
- Джесси Племонс — Джейк
- Джесси Бакли — девушка Джейка (Люси, Люция, Луиза, Эймс)
- Тони Коллетт — мать Джейка
- Дэвид Тьюлис — отец Джейка
- Гайд Бойд - школьный уборщик
- Эбби Куинн - мороженщица с псориазом/школьница/актриса в романтической комедии/двойник девушки Джейка
- Джейсон Ральф - актер в романтической комедии
- Оливер Платт - свинья (озвучка)

## Производство
Съёмочный период начался 13 марта 2019 года в Фишкелле, Нью-Йорк, и завершился 29 апреля 2019 года. По состоянию на 7 ноября 2019 года фильм находился на этапе постпродакшена; Netflix выпустила фильм 4 сентября 2020 года.